# Francesco Stocco (destroyer)
Pour les articles homonymes, voir Francesco Stocco.
Le Francesco Stocco (fanion « ST », puis à partir de 1932 « S0 ») était un destroyer (puis, plus tard, un torpilleur) italien, de la classe Giuseppe Sirtori, lancé en 1917 pour la Marine royale italienne (en italien : Regia Marina).

## Description
Ces navires avaient une longueur totale de 73,5 mètres, une largeur de 7,3 mètres et un tirant d'eau de 2,9 mètres. Ils déplaçaient 845 tonnes à charge normale, et 865 tonnes à pleine charge. Leur effectif était de 78 officiers, sous-officiers et marins.
Les Giuseppe Sirtori étaient propulsés par deux turbines à vapeur Tosi, chacune entraînant un arbre d'hélice et utilisant la vapeur fournie par quatre chaudières Thornycroft. La puissance nominale des turbines était de 16 000 chevaux-vapeur (11 700 kW) pour une vitesse de 30 nœuds (55 km/h) en service. Ils avaient une autonomie de 2 100 milles nautiques (3 890 km) à une vitesse de 14 nœuds (26 km/h). Ils transportaient 160 tonnes de naphte.
Leur batterie principale en 1920 était composée de 5 canons Schneider Modèle 1917 de 102/45 mm. La défense antiaérienne (AA) des navires de la classe Giuseppe Sirtori était assurée par 2 canons simple Vickers-Terni de 40/39 mm. Ils étaient équipés de 4 tubes lance-torpilles de 450 millimètres dans deux supports doubles au milieu du navire.

## Construction et mise en service
Le Francesco Stocco est construit par le chantier naval Cantiere navale di Sestri Ponente à Sestri Ponente en Italie, et mis sur cale le 2 février 1916. Il est lancé le 5 juin 1917 et est achevé et mis en service le 19 juillet 1917. Il est commissionné le même jour dans la Regia Marina.

## Histoire de service

### La Première Guerre mondiale

#### 1917
Une fois achevé, le Francesco Stocco est intégré à l'Armata Navale le 9 juillet 1917, et est utilisé pour des tâches de soutien des contrôleurs, des reconnaissances offensives et des croisières de protection dans le nord de l'Adriatique.
Dans la nuit du 13 au 14 août 1917, le navire quitte Venise avec les autres unités de son escadron (les navires-jumeaux (sister ships) Vincenzo Giordano Orsini, Giuseppe Sirtori, Giovanni Acerbi) et six autres destroyers (Animoso, Ardente, Audace et Giuseppe Cesare Abba, qui forment un escadron, ainsi que le Carabiniere et le Pontiere, qui forment une section) pour affronter un groupe de navires ennemis de la K.u.k. Kriegsmarine), à savoir les destroyers SMS Streiter, SMS Réka, SMS Velebit, SMS Scharfschütze et SMS Dinara et 6 torpilleurs, qui ont soutenu un raid aérien contre la place forte vénitienne (lors de l'attaque, menée par 32 avions, l'hôpital de San Giovanni e Paolo a été touché et il y a eu 14 morts et environ 30 blessés). Seul le Orsini réussit à avoir un contact bref et fugace avec les navires autrichiens, qu'il doit interrompre car il risquait d'être envoyé contre les champs de mines ennemis. Perdue de vue, la formation austro-hongroise peut s'éloigner sans problèmes.
Le 29 septembre de la même année, le navire sort en mer avec le reste de l'escadron " Orsini " (Abba, Acerbi et Orsini), le croiseur éclaireur Sparviero et l'escadron de destroyers " Audace " (destroyers Ardente, Ardito et Audace) pour soutenir un bombardement effectué par 10 avions Caproni du Regio Esercito contre Pula. Plus ou moins au même moment, des hydravions austro-hongrois attaquent Ferrare, incendiant le dirigeable M 8. En soutien à cette attaque se trouvent les destroyers austro-hongrois SMS Turul, SMS Velebit, SMS Huszár et SMS Streiter et les torpilleurs TB 90F, TB 94F et TB 98M (selon d'autres sources, il y a quatre torpilleurs). Avertie de cette attaque, la formation italienne met le cap sur Rovinj, au large duquel les navires ennemis revenant de l'action seraient probablement passés. À 22h03, en effet, le Sparviero aperçoit des unités inconnues à quelques milles nautiques de là, et deux minutes plus tard, les groupes adverses ouvrent le feu en engageant une brève escarmouche en soirée. Ayant atteint une distance de 2 000 mètres, les navires ouvrent un feu d'artillerie intense. Selon des sources italiennes, la bataille se termine à 22h30, lorsque les deux formations perdent le contact en raison de leurs itinéraires divergents (les deux groupes reprennent ensuite le contact à 22h45, mais le perdent complètement après quelques minutes), sans obtenir de résultats significatifs. Selon des sources austro-hongroises, le Sparviero (navire-amiral du commandant de la formation, Ferdinand de Savoie-Gênes), après avoir été sérieusement endommagé par un coup, quitte la ligne de bataille et, par conséquent, les autres navires italiens arrêtent également la bataille et se retirent, tandis que du côté autrichien, le SMS Velebit est endommagé par un obus italien qui met les systèmes de direction hors service et provoque un incendie. Le SMS Streiter prend le navire endommagé en remorque, mais à ce moment-là, deux destroyers italiens s'approchent à moins de 1 000 mètres de lui, mais s'éloignent après avoir essuyé les tirs du SMS Streiter, du SMS Velebit et des torpilleurs.
Le 16 novembre 1917, le Stocco quitte Venise et est envoyé, avec les Animoso, Acerbi, Ardente, Abba, Audace et Orsini, pour contrer le bombardement effectué par les cuirassés austro-hongrois SMS Wien et SMS Budapest contre les batteries d'artillerie et les lignes italiennes de Cortellazzo (les deux cuirassés sont arrivés à 10h35 devant Cortellazzo, ouvrant ainsi le feu sur les troupes italiennes et étant immédiatement contrées par l'artillerie terrestre puis par trois attaques aériennes. Après avoir cessé le feu à 11h52 pour ne pas gêner leurs troupes au sol, les deux unités reviennent à portée à 13h30, ouvrant le feu cinq minutes plus tard). Les destroyers, déplacés à l'ouest de la zone attaquée, soutiennent l'attaque des vedettes-torpilleurs MAS 13 et 15 (MAS pour Motoscafo Armato Silurante) qui, avec celles des avions et des sous-marins F 11 et F 13, contribuent à perturber l'action ennemie, jusqu'au retrait des deux cuirassés.
Le 28 novembre, les Sirtori, Stocco, Acerbi, Orsini, Animoso, Ardente, Ardito, Abba et Audace, ainsi que les croiseurs éclaireurs Aquila et Sparviero, quittent Venise et, avec quelques hydravions de reconnaissance, partent à la recherche d'une formation austro-hongroise qui a attaqué les côtes italiennes. Les destroyers sms Triglav, SMS Reka et SMS Dinara et les torpilleurs TB 78, 79, 86 et 90 endommagent en effet un train et les lignes ferroviaires et télégraphiques à l'embouchure du Metauro, tandis qu'un deuxième groupe, composé des destroyers SMS Dikla, SMS Streiter et SMS Huszar et de quatre torpilleurs, attaque sans succès d'abord Porto Corsini et ensuite Rimini. Les deux formations se sont alors réunies, entamant leur voyage de retour et subissant quelques attaques d'hydravions. Les navires italiens doivent abandonner la poursuite lorsqu'ils sont arrivés en vue des navires ennemis près du cap Kamenjak, trop près de Pula, la principale base navale austro-hongroise.

#### 1918
Le 10 janvier 1918, le Stocco reçoit une plaque de bronze réalisée par Domenico Cucchiari de Rome et commandée par la province de Catanzaro, où Francesco Stocco est né : c'est le baron Evellino Marincola di San Floro qui lui remet la plaque, en délégation de la députation provinciale de Catanzaro.
Le 10 février 1918, le navire est envoyé à Porto Levante avec le croiseur éclaireur Aquila et les destroyers Sirtori, Acerbi, Ardente et Ardito (la formation est sous le commandement du capitaine de frégate (capitano di fregata) Pietro Lodolo, et selon certaines sources, la vedette-torpilleur MAS 18 en fait également partie) pour fournir un soutien éventuel au raid du MAS qui sera plus tard connu sous le nom de Camouflet de Bakar. Les navires, amarrés à Porto Levante, se tiennent prêts à intervenir sur ordre du commandant en chef vénitien (selon d'autres sources, ils croisent pour se protéger), mais leur intervention n'est pas nécessaire.
Dans la nuit du 13 au 14 mai de la même année, le Stocco, le Sirtori, le Acerbi, le Orsini  (chef d'escadron) et le Animoso, ainsi que les torpilleurs côtiers 9 PN et 10 PN et les MAS 95 et 96, soutiennent la tentative d'attaque infructueuse de la barque-torpilleur "Grillo" contre la base de Pula,. L'opération, sous le commandement du capitaine de frégate (capitano di fregata) Costanzo Ciano, a déjà été tentée mais avortée dans les nuits du 8 au 9 avril, du 12 au 13 avril, du 6 au 7 mai, du 9 au 10 mai et du 11 au 12 mai. Les navires quittent Venise à 17h30 le 13 mai. Le MAS remorque la barque "Grillo", dont le remorquage, étant arrivé au point prévu, est laissé à 2h18,. L'attaque du "Grillo" a lieu entre le 3h16 et le 3h18, sans aucun résultat et conduit à la destruction du bateau. Le MAS, éclairé par des projecteurs à 3h35 et 3h40, s'éloigne et rejoint les destroyers de soutien à 5h00 du matin, en revenant au port.
Dans la nuit du 1er au 2 juillet 1918, les destroyers Stocco, Sirtori, Acerbi, Orsini, Giuseppe Missori, Giuseppe La Masa et Audace fournissent un appui à distance à une formation de sept torpilleurs (l'escadron composé des torpilleurs côtiers 64 PN, 65 PN, 66 PN, 40 PN et 48 OS, plus, en appui, les torpilleurs de haute mer Climene et Procione) qui bombardent les lignes austro-hongroises entre Cortellazzo et Caorle (en se déplaçant à faible vitesse entre les deux endroits) et simulent ensuite un débarquement (les torpilleurs 15 OS, 18 OS et 3 PN et quelques pontons de débarquement factices remorqués sont utilisés à cet effet) pour distraire les troupes ennemies et favoriser l'avance italienne. Le groupe de destroyers se heurte également aux destroyers austro-hongrois SMS Csikós et SMS Balaton et à deux torpilleurs (TB 83F et TB 88F), en mer en appui d'une attaque aérienne sur Venise,. Les unités ennemies, parties de Pula en fin de soirée du 1er juillet, attaquent sans succès avec une torpille d'un MAS (Motoscafo Armato Silurante), lancé contre le SMS Balaton, dont la chaudière est en panne, aux premières lueurs de l'aube du 2 juillet. Les destroyers italiens arrivent en vue des autrichiens à 3h10 et ouvrent le feu, provoquant la réaction immédiate de l'artillerie des unités austro-hongroises: un bref échange de coups de feu s'ensuit, au cours duquel les navires ennemis, notamment le SMS Balaton, subissent quelques dommages. Le Stocco est également endommagé dans la bataille, avec quelques morts et blessés parmi l'équipage et un incendie à bord qui l'oblige à s'arrêter (après avoir évité deux torpilles en manœuvrant), privant la formation italienne également du Acerbi, qui s'arrête à son tour pour aider son navire frère.

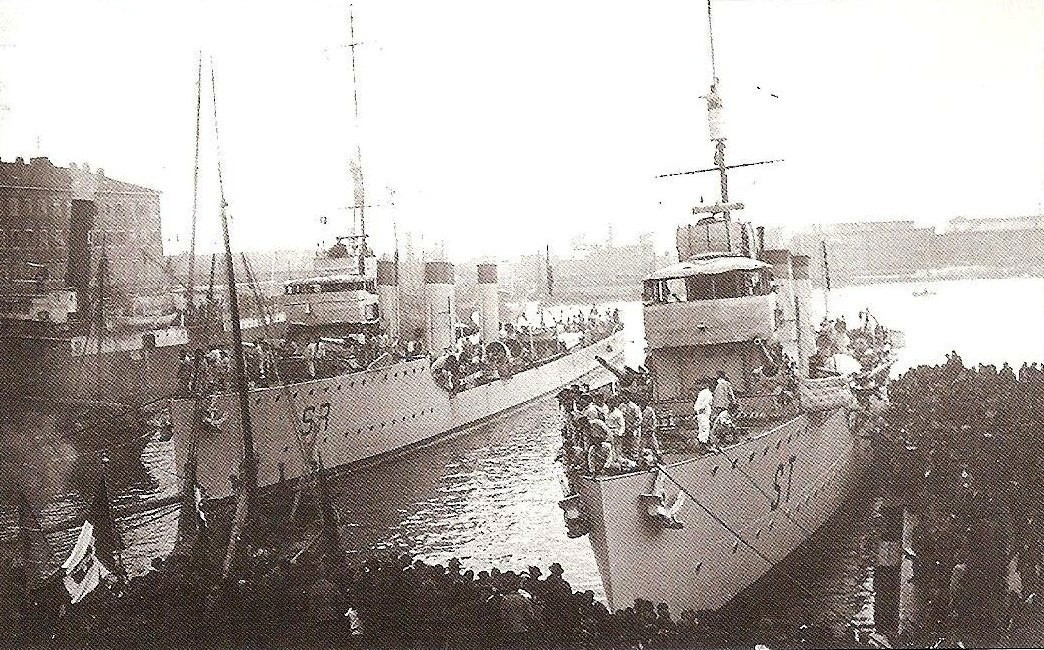
L'arrivée du Stocco (à droite) et du Sirtori à Fiume (Rijeka), le 4 novembre 1918.

Le SMS Balaton, touché par plusieurs obus sur le pont avant, se déplace vers une position plus avancée, tandis que le Missori, le Audace et le La Masa se heurtent au SMS Csikós et aux deux torpilleurs: les deux formations lancent leurs torpilles sans résultat, tandis que le SMS Csikós est touché par un obus dans la chaufferie arrière et que les deux torpilleurs sont également touchés par un obus chacun. Après un certain temps, les unités italiennes se détournent et poursuivent leur tâche, tandis que les unités autrichiennes se replient vers Pula,.
Le matin du 4 novembre 1918, le Stocco, le Sirtori, le 'Acerbi et le Orsini quittent Venise avec le vieux cuirassé Emanuele Filiberto (navire-amiral du contre-amiral Rainer, qui commande l'opération), pour prendre possession de Fiume. Pendant la navigation, le Acerbi et le Orsini sont détachés pour occuper respectivement Opatija et Lošinj, tandis que les trois autres unités arrivent à Rijeka le 4 novembre à 14h00 (ayant préféré ne pas traverser le Quarnaro (Baie de Kvarner) de nuit, en raison du danger des champs de mines), accueillies par la population italienne,, (selon une autre source, les navires arrivent à Rijeka avant 11h30). La ville ayant été attribuée à la Croatie, et non à l'Italie, par le pacte de Londres, l'occupation n'est que formelle, sans débarquement de troupes, jusqu'au 17 novembre, date à laquelle de nouveaux navires italiens arrivent avec des troupes à bord. Entre-temps, le 10 novembre 1918, le Stocco quitte Rijeka et prend possession de Cres (d'autres sources situent l'arrivée à Cres le 6 novembre). L'événement est commémoré à Cres par une peinture du Stocco et la monumentalisation d'une partie de la chaîne d'ancrage du destroyer.

### Le début de l'après-guerre et les années 20 et 30
Le 14 septembre 1919, le Stocco est envoyé à Fiume avec à son bord l'amiral Casanuova, commandant du département de Venise, qui a pour mission de rétablir l'ordre dans la situation de la Regia Marina à Fiume à la suite de la mutinerie d'une partie des équipages de certaines unités (le cuirassé Dante Alighieri), le croiseur éclaireur Carlo Mirabello et les destroyers Giuseppe Cesare Abba et Francesco Nullo) qui se rangent du côté du poète Gabriele D'Annunzio pour tenter d'occuper la ville (Casanuova est cependant arrêté dès son arrivée sur le Dante Alighieri),. Après être retourné à Pula, le Stocco est à nouveau envoyé à Rijeka le 7 décembre.
Le matin du 11 octobre 1919, le Stocco contribue, avec le torpilleur côtier 42 PN, à arrêter et à forcer le sous-marin F 16, qui at quitté la base vénitienne pour rejoindre les légionnaires fiumais de D'Annunzio, à retourner à Venise. Le F 16 quitte son poste d'amarrage à 6h30, et à 8h30 il passe devant le poste de garde de San Nicoletto sans être reconnu, sans répondre aux signaux et sans attendre les ordres, ce qui suscite de forts soupçons. Le 42 PN, qui est de garde, allume ses chaudières à l'initiative du commandant, les mettant en marche à 8h45, et au même moment, le commandant de la défense maritime de Venise, le capitaine de vaisseau (capitano di vascello) Ettore Rota, téléphone à l'officier responsable du passage "Spignon", lui ordonnant de se rendre à bord du Stocco pour ordonner l'allumage immédiat des chaudières, après quoi il envoie un phonogramme officiel avec l'ordre de sortir pour forcer le F 16 à rentrer au port par tous les moyens. Si le sous-marin disparaissait, le Stocco devrait le rechercher le long de la route de Venise au Cap Kamenjak, en restant en contact radiotélégraphique avec Venise. Rota communique alors au Stocco les informations concernant la poursuite du F 16 par le 42 PN.. Le sous-marin, arrêté par le 42 PN, est contraint de rentrer au port.
Le 29 avril 1920, le destroyer, alors qu'il navigue au large de Fiume, est frappé de 25 obus par une batterie côtière aux mains des légionnaires de D'Annunzio, qui tentent également de capturer le navire avec des torpilleurs. Le Stocco retourne à Opatija.
En 1920, le navire subit des modifications qui voient le remplacement des 6 canons simples 102/35 mm Schneider-Armstrong 1914-15 par ceux du modèle plus moderne 102/45 Schneider-Armstrong 1917,. Restant dans le nord de l'Adriatique et en Dalmatie jusqu'en 1921, effectuant des croisières de surveillance pour protéger le trafic italien et les liaisons avec Venise et Trieste, le destroyer est ensuite affecté au commandement militaire maritime de Brindisi, étant occasionnellement stationné à Sazan, également en 1921. Le navire reste inactif à Brindisi jusqu'à l'été 1923, date à laquelle il est affecté à la IIe escadre de destroyers (Forza Navale del Mediterraneo).
Jusqu'en mars 1927, le Stocco est basé à Tarente et à Messine, utilisé à des fins locales avec des emplois plutôt rares, après quoi il est affecté à la 5e escadrille de l'armée, participant ainsi à des activités d'entraînement, menées principalement dans la mer Tyrrhénienne. En 1928, le destroyer est affecté à la Division spéciale, qui opère activement dans la mer Adriatique . En 1929, l'unité, avec les navires-jumeaux Sirtori et Acerbi et le Ippolito Nievo de la classe Rosolino Pilo, forme le Xe escadron de destroyers, qui, avec le IXe escadron de destroyers (cinq unités) et le croiseur éclaireur Aquila, forme la 5e Flottille de la Division spéciale, qui comprend également le croiseur éclaireur Brindisi. Plus tard dans l'année, le destroyer participe à une croisière dans le Dodécanèse avec le reste de la division spéciale.
Le 1er octobre 1929, le Stocco, comme ses navires-jumeaux, est déclassé en torpilleur,.
Le navire est ensuite déployé en Tripolitaine pendant environ un an. Le 28 septembre 1930, le torpilleur embarque 31 chefs de zavie, centres politiques, économiques et religieux de la confrérie Sanousiyya, arrêtés en Cyrénaïque lors de la répression de la révolte senussite et internés à Benina, et les déporte vers Ustica.
Entre 1931 et 1933, le Stocco est à nouveau basé à Tarente et à Messine, après quoi il est déployé à La Spezia, au sein du IVe escadron de torpilleurs. En 1932, à la suite de l'entrée en service du destroyer Strale, avec la caractéristique optique ST, celle du Stocco est modifiée en SO. En avril-mai 1933, le commandant en second du torpilleur est l'enseigne de vaisseau (guardiamarina) Mario Arillo, futur médaillé d'or de la valeur militaire. En 1934, le navire est utilisé comme remorqueur de cibles pour la Ire escadre, une tâche qu'il accomplit jusqu'au début de la Seconde Guerre mondiale.

### La Deuxième Guerre mondiale

#### 1940
Lors de l'entrée de l'Italie dans la Seconde Guerre mondiale, le 10 juin 1940, le Stocco appartient au VIe escadron de torpilleurs basé à Tarente, qui s'est formée avec les anciens torpilleurs Sirtori, Rosolino Pilo et Giuseppe Missori. L'unité est principalement employée dans le sud de l'Adriatique et dans le golfe de Tarente dans des missions d'escorte et, plus occasionnellement, dans des patrouilles de recherche, de sauvetage et de lutte anti-sous-marine. Initialement affecté au Ve groupe de torpilleurs à Tarente pour les escortes dans le golfe de Tarente, le navire est ensuite transféré au IIIe groupe de torpilleurs, basé à Brindisi.
À partir du 5 septembre 1940, avec la création du Comando Superiore Traffico Albania (Maritrafalba), le Stocco, tout en restant sous le commandement de Marina Taranto et non de Maritrafalba, est mis à la disposition du nouveau commandement, pour le compte duquel il effectue la majeure partie de son service de guerre, avec des fonctions d'escorte de convois et de chasseurs anti-sous-marins.
Le 5 octobre, le Stocco effectue sa première mission pour le Maritrafalba, en escortant de Brindisi à Vlora les vapeurs Alfio, Poseidone, Agata et Carmela chargés de matériel. Le Maritrafalba est ensuite dissous le 12 octobre 1940, mais déjà le 21 octobre il est reconstitué, et le Stocco est à nouveau mis à sa disposition.
Le 24 octobre, à 1h10, le torpilleur quitte Brindisi à destination de Durrës, escortant les vedettes postales Piero Foscari et Filippo Grimani, avec lesquelles il quitte ensuite Durrës pour revenir à Brindisi, où il arrive à 2h20. Cependant, le 24 octobre à 18 heures déjà, le Stocco quitte Bari pour escorter le vapeur Artiglio, transportant 144 véhicules, jusqu'à Durrës, où il arrive à 9 heures le 25. De retour dans les Pouilles, le navire quitte Brindisi à 2h20 du matin en escortant le Foscari, en service postal pour Durrës, mais il doit revenir à Brindisi à cause de la mer agitée (le Foscari continue plutôt vers Durrës, où il arrive à 8h du matin).
Le Stocco quitte Brindisi le 4 novembre, trois quarts d'heure après minuit, en escortant les vapeurs Acilia (avec une cargaison de viande congelée) et Nautilus (utilisé pour le trafic civil), avec lesquels il arrive à Vlora à dix heures du matin. Le torpilleur se rend ensuite à Durrës, d'où il part le 6 à midi, escortant les vapeurs Oreste, Olimpia et Neghelli déchargés jusqu'à Bari et arrivant au port à 9h50 le lendemain.
Le 8 novembre, à 18h40, l'unité, ainsi que l'ancien torpilleur Monzambano, quittent Bari en escortant le vapeur Perla, avec 94 véhicules, et le navire à moteur Narenta, utilisé pour le trafic civil, et arrivent à DurrËs le 9 novembre à 11h15. Le 12 novembre, à 16 heures, le Stocco et le Monzambano quittent Durres pour escorter à Bari les vapeurs Campidoglio et Casaregis et le chalutier à moteur et navire frigorifique Genepesca II, tous déchargés. Les navires arrivent à Bari à 7h30 le 13 novembre.
Le 15 novembre, à 00h20, le Stocco et un autre vieux torpilleur, le Giacomo Medici, quittent Bari à destination de Vlora, où ils arrivent à 19h00, escortant les vapeurs Poseidon et Nautilus, utilisés pour le trafic civil. Le navire quitte ensuite Bari à 00h30 le 16 novembre en escortant, avec le croiseur auxiliaire Capitano A. Cecchi et le torpilleur Generale Marcello Prestinari, le grand vapeur Piemonte et le navire à moteur Donizetti, transportant 2 554 hommes, 151 quadrupèdes et 306 tonnes de matériel. les navires arrivent à Vlora à quatre heures de l'après-midi. Le lendemain, à onze heures du matin, le Stocco et le Prestinari quittent Vlora en escortant le navire à moteur Viminale et les vapeurs déchargés Argentina et Quirinale, arrivant à Brindisi après dix heures de navigation. Le Stocco continue jusqu'à Bari avec le Argentina et le Quirinale.
De retour en Albanie, le 18 novembre à 7h45, le torpilleur appareille de Durrës avec le vieux destroyer Augusto Riboty, avec lequel il escorte jusqu'à Brindisi les vapeurs Aventino et Milano, qui reviennent à vide. Le 24 novembre, à sept heures du matin, le Stocco quitte Vlora en escortant les vapeurs civils Poseidone, Nautilus et Bottiglieri vers Brindisi, où il arrive à 19h50.
Le 3 décembre 1940 à 23h00, le Stocco et un autre vieux torpilleur, le Curtatone, quittent Bari pour Durrës en escortant les vapeurs Italia et Quirinale et le navire à moteur Donizetti, qui transportent 2 902 soldats, 86 quadrupèdes et 427 tonnes de fournitures : le convoi arrive à 9h30 le lendemain. L'unité quitté Durrës le 5 décembre à 18h30, escortant le vapeur Diana et les navires à moteur Barbarigo et Tergestea déchargés, avec lesquels elle arrive à Bari le 6 à 8 heures.
Le 7 décembre, à 3h20 du matin, le torpilleur quitte Brindisi pour Vlora, avec le croiseur auxiliaire Brindisi, escortant le vapeur Argentina, transportant 1 547 soldats, cinq véhicules et 224 tonnes de ravitaillement, et arrivant à destination à 11 h du matin le même jour. Le 19 décembre à 1h50 du matin, le Stocco appareille de Bari avec le croiseur auxiliaire Barletta, escortant jusqu'à Durrës un convoi composé des navires à moteur Città di Savona et Donizetti et des vapeurs Italia et Quirinale, transportant au total 3 514 hommes et 85 tonnes de ravitaillement: les navires arrivent à Durrës à 17h.
Le 21 décembre, à 1h30 du matin, le Stocco et le Barletta quittent Bari en escortant les vapeurs Galilea et Milano et les navires à moteur Verdi et Puccini, transportant 3 804 soldats, 182 quadrupèdes et 360 tonnes de vivres, ainsi que le navire à moteur Narenta, qui fait escale à Brindisi. Le reste du convoi atteint Durrës à 15 heures. Le Stocco quitte Durrës le lendemain, à 12h30, escortant le Galilea, le Milano, le Verdi et le Puccini, qui reviennent à vide, jusqu'à Bari, où ils arrivent à 4h30 le 23.

#### 1941
Le 31 janvier 1941, le Stocco heurte une mine appartenant à un barrage posé trois jours plus tôt par le sous-marin HMS Rorqual (N74) entre Rijeka et l'île de Susak. L'explosion brise en deux le torpilleur, qui reste néanmoins à flot, et les deux sections peuvent être remorquées à Rijeka entre le 10 et le 27 février,,,, bien que d'après une photo montrant un groupe de marins du Stocco, dont Vito Paparella (soutier), le Stocco navigué le 4 février 1941 pour sauver les naufragés d'un navire à vapeur coulé. Les dommages causés par les mines, bien qu'extrêmement graves, sont réparés,.
Le navire reprend son activité sur les routes d'Albanie. Le 27 juin 1941, le Stocco et le Barletta escortent le navire à moteur Città di Marsala, avec à son bord du personnel et du matériel des forces armées, de Brindisi à Durrës, et le lendemain, les deux mêmes unités escortent le Città di Marsala et les vapeurs Galilea et Milano, chargés de soldats et de matériel militaire, de Durrës à Bari.
Le 4 juillet, le Stocco et le Barletta escortent de Vlora à Brindisi le Argentina et le Viminale, avec à bord des troupes et du matériel de retour, tandis que le lendemain le torpilleur, seul, escorte de Brindisi à Durrës le vapeur Rosandra, avec du personnel militaire. Le 6 juillet, le Stocco, toujours avec le Barletta, escorte de Durrës à Bari les navires à moteur Città di Marsala et Puccini et les vapeurs Milano et Rosandra, avec à leur bord 3 400 soldats rapatriés, 1 406 travailleurs militarisés et 70 quadrupèdes.
Le 7 juillet, le Stocco escorte seul les navires à moteur Città di Agrigento et Città di Trapani, avec du personnel et du matériel militaire, de Brindisi à Vlora. Trois jours plus tard, le navire, ainsi que le Barletta, escorte le navire à moteur Rossini et les vapeurs Italia et Quirinale de Vlora à Brindisi, avec à son bord 2 700 soldats en cours de rapatriement. Le 12 juillet, le torpilleur escorte le Rossini, le Quirinale, le Italia et le Galilea, naviguant avec des troupes et des fournitures de Brindisi à Vlora.
Le 13 juillet, le navire, avec le croiseur auxiliaire Zara, escorte de Vlora à Brindisi le Rossini, le Italia et le Quirinale, chargés de troupes et de quadrupèdes de retour, tandis que le lendemain, le Stocco et le Zara escortent de Vlorea à Brindisi le Città di Marsala et le Galilea, également chargés de soldats de retour. Le 16 juillet, le Stocco et le Zara escortent de Brindisi à Durrës le Puccini, le Italia, le Rosandra et le Quirinale, avec du personnel et du matériel des forces armées, tandis que deux jours plus tard ils escortent les navires à moteur Puccini et Rossini naviguant avec des troupes et du matériel de Durrës à Bar (Monténégro). Le 19 juillet, le Stocco et le Zara, ainsi que le Giacomo Medici, escortent de Durrës à Kotor les Italia, Aventino, Milano et Città di Marsala, des troupes et du matériel.
Le 20 juillet, le Stocco escorte le navire à moteur Marin Sanudo de Kotor à Durrës, avec des troupes et du matériel à bord, tandis que le 24, avec le Brindisi, il escorte le Aventino et le Milano, qui reviennent de Durrës à Bari avec 1 600 soldats rapatriés, des véhicules et d'autres matériels à bord.
Le 4 août, le Stocco et le Brindisi escortent d'abord le navire à vapeur Milano et le navire à moteur Rossini, avec du personnel de l'armée royale (Regio Esercito) se rendant à diverses destinations, de Bari à Durrës, puis le navire à moteur Donizetti et le navire à vapeur Quirinale, avec 2 000 soldats rapatriés, de Durrës à Bari. Le 6 août, le Stocco retourne à Durrës, escortant le Rossini et le Milano qui reviennent avec des troupes de rapatriement.
Le 16 août, le torpilleur escorte le vapeur Francesco Crispi, avec des militaires en cours de rapatriement, de Patras à Brindisi, tandis que le 25 août, avec le Barletta, il escorte les navires à moteur Città di Marsala et Città di Alessandria et les vapeurs Rosandra et Milano, avec des militaires, de Bari à Durrës. Deux jours plus tard, le 27 août, le Stocco et le Brindisi escortent de Durrës à Bari les Città di Alessandria, Milano et Rosandra avec 3 250 soldats qui sont rapatriés.
Le 2 septembre, le Stocco escorte de Saranda à Brindisi les vapeurs Contarini et Tarquinia (naviguant séparément), et plus tard le même jour il escorte de Brindisi à Patras les vapeurs Devoli et Sagitta, ce dernier à destination de Rhodes. Trois jours plus tard, le torpilleur escorte de Patras à Brindisi les vapeurs Thessalia (allemand) et Abbazia, avec du personnel militaire, tandis que le 8 septembre il escorte, de Tarente à Préveza, le vapeur Tripoli. Le 10 septembre, le Stocco et le Barletta escortent de Brindisi à Préveza, via Corfou, les navires à moteur Città di Savona et Città di Bastia', avec du personnel du Regio Esercito et de la Regia Aeronautica à destination diverse, ainsi que du ravitaillement.
Le 12 septembre, l'unité escorte le Città di Savona de Corfou à Préveza. Deux jours plus tard, le Stocco escorte de Patras à Brindisi les bateaux à moteur Calino et Calitea, tandis que le 16 septembre, avec le Zara, il escorte de Brindisi à Vlora le Città di Alessandria, transportant une cargaison de fournitures. Le 18 septembre, le Stocco et le Zara escortent de Brindisi à Vlora le vapeur Galilea, transportant des troupes et des fournitures, et quatre jours plus tard, le Stocco, avec le croiseur auxiliaire Arborea, escorte de Brindisi à Patras les vapeurs Francesco Crispi et Piemonte, transportant du personnel de la Regio Esercito et de la Regia Marina vers diverses destinations.
Le 3 octobre, le navire, avec le Brindisi, escorte de Vlora à Patras les vapeurs Galilea et Aventino, transportant des troupes et du matériel; le 11 octobre, le torpilleur escorte de Patras à Gallipoli le navire à moteur Maria, chargé de munitions. Le 26 octobre, le Stocco escorte de Brindisi à Vlora le vapeur Gismondi, chargé de soldats.
Le 7 novembre, le torpilleur, avec le croiseur auxiliaire Attilio Deffenu, escorte de Bari à Patras les vapeurs Francesco Crispi et Piemonte et le navire à moteur Viminale, avec des troupes et du ravitaillement, tandis que le 11 le Stocco escorte de Pýlos à Patras le vapeur allemand Savona. Le 18 novembre, au contraire, le Stocco escorte de Patras à Bari, avec le Deffenu et un autre vieux torpilleur, le generale Carlo Montanari, les Crispi, Piemonte et Viminale qui retournent dans les Pouilles en transportant 4 120 soldats rapatriés,. Le 28 novembre, le navire, ainsi que le Zara, escorte de Bari à Patras le Piemonte, le Viminale et le Galilea, transportant des soldats à destination de diverses destinations.
Le 12 décembre, le Stocco et le Zara escortent le Galilea, le Piemonte et le Viminale, transportant 4 000 soldats rapatriés, de Patras à Bari, tandis que cinq jours plus tard, le torpilleur, avec le Brindisi, escorte le Aventino, le Italia, le Rosandra et le Viminale, transportant 3 000 soldats rapatriés, de Durrës à Bari. Le 19 décembre, le Stocco et le Brindisi escortent de Bari à Durrës le Donizetti, le Quirinale et le Rosandra chargés de troupes et d'approvisionnements, et le 21, les deux unités reviennent de Durrës à Bari; le Quirinale et le Rosandra reviennent avec des troupes de retour.
La veille de Noël, le Stocco escorte de Bari à Durrës le vapeur Aventino, transportant des troupes et des fournitures, tandis que le 26 décembre, le torpilleur quitte Durrës en escortant le même Aventino, qui revient à Bari avec des troupes de retour. Le 30 décembre, l'unité escorte de Bari à Durrës le Italia, le Rosandra et le Quirinale, chargés de troupes et de matériel.

#### 1942
L'année 1942 commence pour le Stocco par une mission d'escorte, le 2 janvier, avec le Zara, des vapeurs Italia, Quirinale et Rosandra, chargés de soldats de retour au pays, de Durrës à Bari. Le 4 janvier, le torpilleur et le croiseur auxiliaire escortent de Bari à Durrës les vapeurs Italia, Quirinale et Rosandra, avec des troupes et du matériel à bord. Le 30 janvier, le navire, avec le croiseur auxiliaire Città di Napoli, escorte de Bari à Durrës les vapeurs Aventino et Città di Catania.
Le 5 février, le Stocco et la Città di Napoli escortent de Durres à Bari le Donizetti, le Aventino et le Città di Catania avec des troupes qui rentrent chez elles, tandis que le 7 février le torpilleur escorte de Brindisi à Corfou, avec le croiseur auxiliaire Egitto, les vapeurs Vesta et Hermada, des troupes et des approvisionnements. Le lendemain, le Stocco, le Egitto, le Città di Napoli, le Montanari et un torpilleur plus moderne, le Antares, escortent de Corfou à Patras un convoi composé du navire à moteur Città di Bergamo et des cargos Potestas, Volodda, Vesta, Mameli, Hermada, Rosario et Salvatore.
Le 13 février, le Stocco escorte le pétrolier Prometeo de Pýlos à Patras, tandis que le lendemain, avec le Città di Napoli, il escorte le pétrolier bulgare Balcik de Patras à Brindisi. Le 15 février, le Stocco et le Arborea escortent le vapeur allemand Cagliari de Patras à Brindisi, via Corfou, et le lendemain, le torpilleur escorte le petit pétrolier Abruzzi et le vapeur Favorita de Brindisi à Durrës. Le 21 février, le Stocco, le Arborea et le Città di Napoli escortent de Bari à Durrës le Aventino, le Italia et le Città di Catania, transportant des troupes et du ravitaillement.
Le 9 mars, le torpilleur escorte le vapeur allemand Hans Schmidt de Tarente à Patras. Au large de Santa Maria di Leuca, le convoi rejoint un autre convoi également dirigé vers Patras mais partant de Brindisi, composé des vapeurs Motia, Probitas et Caterina M. et du destroyer Turbine.
Le 16 mars 1942, le Stocco participe à l'opération "Sirio": ainsi que les torpilleurs Pallade et Generale Marcello Prestinari et les destroyers Ugolino Vivaldi, Lanzerotto Malocello, Emanuele Pessagno et Nicolò Zeno. Le navire escorte de Naples à Tripoli le grand et moderne cargo à moteur Vettor Pisani (dans la même opération le vapeur allemand Reichenfels est escorté par les torpilleurs Lince e Polluce, tandis que le navire à moteur Assunta De Gregori est escorté par le destroyer Premuda et le torpilleur Castore),. L'opération bénéficie également de l'escorte indirecte du croiseur léger Emanuele Filiberto Duca d'Aosta et des destroyers Scirocco et Grecale. Les trois navires marchands, transportant un total de 36 chars, 278 véhicules, 13 124 tonnes de fournitures et 103 militaires, arrivent à destination sans aucun problème, après quoi les unités qui les ont escortés assument l'escorte de quatre navires à moteur retournant de Libye en Italie.
Le 4 avril, le Stocco et le Antares escortent de Tarente à Argostóli le pétrolier Alberto Fassio et les vapeurs Pluto et Reha. Le 11 du même mois, le navire escorte le pétrolier à moteur Rondine de Tarente à Patras, tandis que le 20 avril, l'unité escorte le vapeur Audace de Patras à Brindisi.
Le 7 mai, le Stocco, avec le Medici et le croiseur auxiliaire Lorenzo Marcello, escorte le Donizetti et le Quirinale de Bari à Zante avec des troupes et du ravitaillement, puis de Zante à Bari avec des soldats de retour. Quatre jours plus tard, le Stocco, ainsi que le Marcello et le torpilleur Generale Antonino Cascino, escortent de Bari à Durrës les vapeurs Italia et Rosandra chargés de troupes et de fournitures. Plus tard le même jour, le 11 mai, le Stocco et le croiseur auxiliaire Brioni escortent le navire à moteur Calino de Patras à Bari. Cinq jours plus tard, le Stocco, le Marcello et le Cascino escortent à nouveau le Italia et le Rosandra, transportant des troupes de retour, de Durrës à Bari.
Le 29 juin, le navire escorte de Brindisi à Argostóli le vapeur Contarini, chargé de provisions. Le 7 juillet, le Stocco escorte de Patras à Bari le navire à moteur Calino, à destination de Rhodes, tandis qu'une semaine plus tard, il escorte de Brindisi à Patras les vapeurs Minerva et Abbazia, et le 24 juillet, il escorte, de Patras à Tarente, le chalutier à moteur et le navire frigorifique Genepesca I.
Le 7 août, le Stocco et le Zara escortent le navire à moteur Donizietti, avec du personnel militaire et des fournitures à bord, de Bari à Patras. Le 12 août, le torpilleur escorte, avec le Arborea, le vapeur Quirinale avec des soldats rapatriés de Durrës à Bari, tandis que trois jours plus tard, le Stocco et le Arborea escortent à nouveau le Quirinale de Bari à Durrës, chargé de troupes et de matériel.
Le 19 août, le Stocco et le Arborea escortent le vapeur Rosandra, qui transporte des troupes et des fournitures de Bari à Durrës. Le 25 août, le Stocco et le Arborea escortent le Quirinale de Bari à Durrës, tandis que le lendemain, ils escortent le Rosandra de Bar (Monténégro) à Bari; le 29 août, le Stocco escorte le vapeur Padenna de Bari à Patras.
Le 1er septembre, le torpilleur escorte le vapeur Chisone de Patras à Bari, et deux jours plus tard, toujours avec le Arborea, il escorte le Rosandra de Bari à Durrës. Le 5 septembre, le Stocco escorte le vapeur Cesco de Bari à Vlora, tandis que le 10, toujours avec le Arborea, il escorte à nouveau le Rosandra, avec des troupes de retour, de Durrës à Bari. Le 13, le torpilleur, avec le Zara, le destroyer Premuda et le torpilleur Antonio Mosto, escorte de Bari à Durrës les vapeurs Chisone, Quirinale et Rosandra avec des troupes et des provisions. Le 21 septembre, l'unité escorte le pétrolier Lina Campanella de Brindisi à Patras, tandis que le 27 septembre elle escorte le Genepesca I naviguant de Patras à Brindisi.
Le 10 octobre, le Stocco et le Zara escortent de Bari à Vlora les vapeurs Cesco et Aventino, avec des soldats et du ravitaillement à bord, et deux jours plus tard, le Stocco, avec le destroyer Riboty et le croiseur auxiliaire Città di Genova, escorte de Bari à Durrës les vapeurs Rosandra et Quirinale, avec des troupes et du ravitaillement à bord.
Le 8 novembre, le torpilleur, ainsi que le destroyer Folgore, escorte le pétrolier Annarella de Brindisi à Patras. Le 21 novembre, l'unité, avec le croiseur auxiliaire Olbia et le destroyer Sebenico, escorte de Bari à Durrës le Rosandra et le Quirinale, avec des troupes et du matériel, tandis que le 26 novembre, elle escorte seule les vapeurs Pluto et Abbazia de Patras à Brindisi. Le 1er décembre, le navire, ainsi que le Olbia, escorte de Durrës à Bari le Quirinale et le Rosandra avec du personnel et du matériel militaire.
Au cours de l'année 1942, le Stocco subit des travaux de réaménagement qui voient l'élimination de deux pièces de 102/45 mm et l'embarquement de deux lanceurs de grenades sous-marines..

#### 1943
En 1943, le Stocco, outre l'Albanie et la Grèce, est principalement employé, basé à Brindisi, à escorter le trafic marchand vers la Dalmatie . Le navire est affecté au IIIe groupe de torpilleurs du département maritime militaire "Ionienne et Basse Adriatique", avec les navires similaires Giuseppe Missori, Giuseppe Sirtori, Giuseppe Cesare Abba, Enrico Cosenz et Giuseppe Dezza.
Le 27 juin 1943, le Stocco escorte de Patras à Brindisi, avec son navire-jumeau (sister ship) Sirtori et le petit croiseur auxiliaire Rovigno, les vapeurs Milano, Quirinale et Campidoglio. Le 1er juillet, le navire escorte les vapeurs Salvatore et Probitas de Brindisi à Corfou, tandis que le 9 juillet, avec le torpilleur Giuseppe Cesare Abba, il escorte le Campidoglio de Brindisi à Corinthe, et le 13 juillet il escorte, toujours avec le Abba, le Campidoglio et le navire à moteur Città di La Spezia de Vlora à Bari.
Le 25 juillet, l'unité, avec le torpilleur Sagittario, escorte de Patras à Corfou puis à Bari les vapeurs Probitas et Dubac. Le 2 août, le Stocco escorte de Bari à Patras le pétrolier Ugo Fiorelli.
Le Stocco revient à Brindisi après une mission d'escorte en Dalmatie le soir du 8 septembre 1943, lorsqu'il capte une transmission radio annonçant l'armistice entre l'Italie et les Alliés (Armistice de Cassibile).
Le 13 septembre, le Stocco et son navire-jumeau Sirtori sont envoyés à Corfou pour soutenir la garnison italienne de l'île dans sa défense contre les attaques allemandes (en particulier, l'île et la ville sont constamment attaquées par la Luftwaffe),. Le lendemain, cependant, à la suite d'une attaque aérienne qui met le Sirtori hors de combat, le Stocco est renvoyé à Brindisi. Après avoir patrouillé la côte sud de Corfou jusqu'à la limite de son rayon d'action, conformément aux ordres, et avoir repoussé avec ses propres mitrailleuses une attaque de quatre avions allemands, le torpilleur rentre dans la soirée dans le port des Pouilles,,.
À l'aube du 24 septembre, le Stocco quitte Brindisi pour escorter jusqu'à Saranda, avec la corvette Sibilla, un convoi composé des vapeurs Dubac et Probitas et du navire à moteur Salvore, qui doit embarquer et évacuer la Division "Perugia", stationnée en Albanie. Pendant le voyage, le Stocco est détaché pour contrer une tentative de débarquement à Corfou par les forces allemandes,. Cependant, le torpilleur est attaqué à plusieurs reprises par plusieurs bombardiers allemands Junkers Ju 87 "Stuka": le navire parvient à abattre l'un des avions attaquants, mais est ensuite touché à son tour, étant coincé par plusieurs voies d'eau, et coule à l'ouest de Corfou,,,, (selon une autre source, le Stocco, gravement endommagé par les avions, est coulé par l'équipage). Le commandant du navire, un sous-lieutenant et dix marins, tous blessés, sont secourus par la population de l'îlot de Érikoussa, et le 29 septembre, ils embarquent sur un voilier conduit par quinze soldats italiens fuyant Corfou, et arrivent à Brindisi le 30 septembre au matin.
Tout au long de la Seconde Guerre mondiale, le Stocco a effectué un total de 174 missions de guerre (157 escortes et 17 autres), couvrant un total de 69 000 milles nautiques (127 790 km).

## Sources
- (it) Cet article est partiellement ou en totalité issu de l’article de Wikipédia en italien intitulé « Francesco Stocco (cacciatorpediniere) » (voir la liste des auteurs).